# Agenzia nazionale italiana del turismo

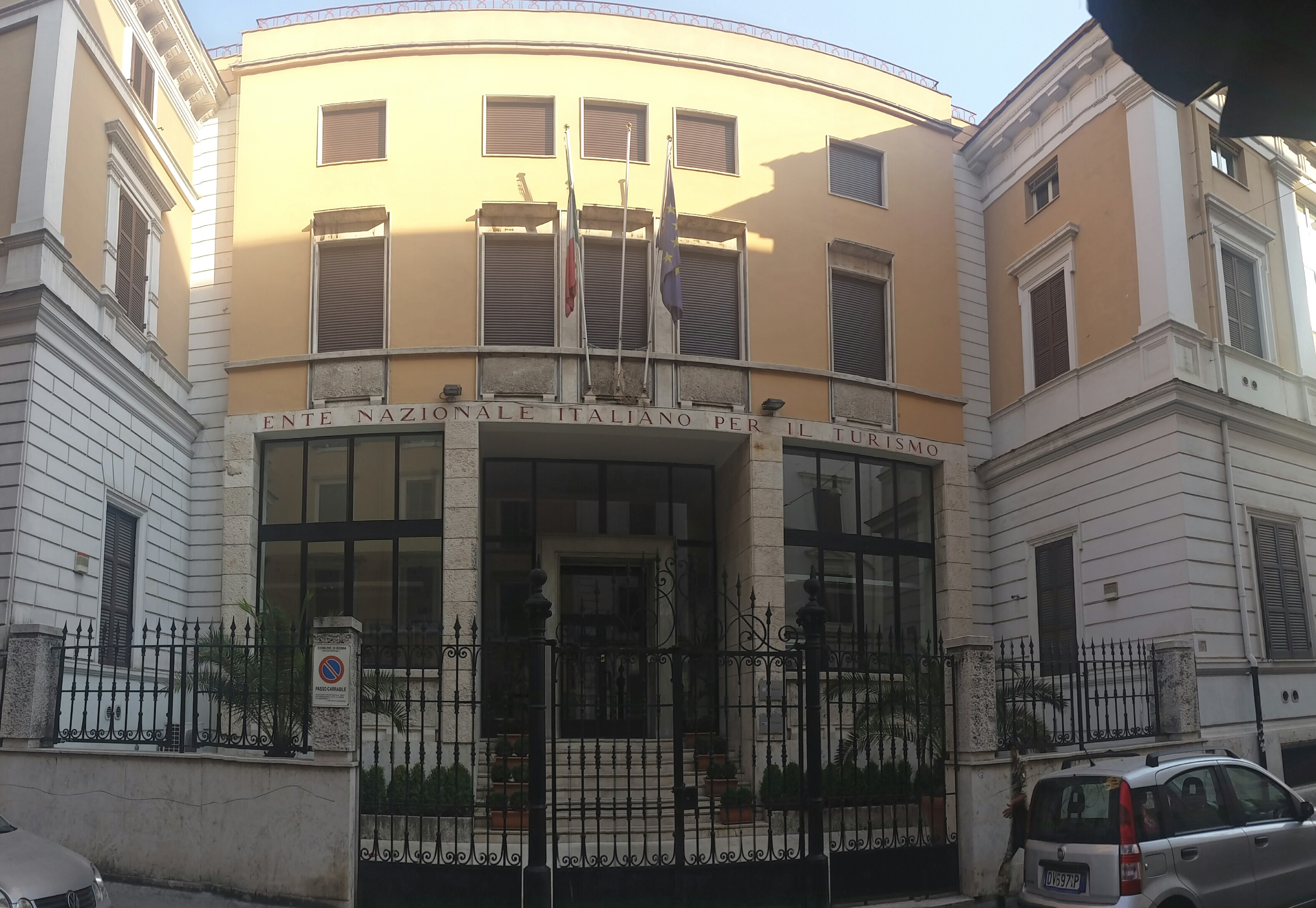
Zentrale

Die Agenzia nazionale italiana del turismo (ENIT, nach dem Vorläufer Ente Nazionale italiano per il turismo) ist das staatliche italienische Fremdenverkehrsamt mit Sitz in Rom. Die Agentur wurde 1919 gegründet und gehört zum Geschäftsbereich des Tourismusministeriums.

## Tätigkeitsfelder
Tätigkeitsfelder sind vor allem:
- internationale Bewerbung der Republik Italien als Tourismusdestination
- Unterstützung der Verkaufsförderung für die italienische Tourismuswirtschaft
- Marktforschung und Recherche

Das Angebot richtet sich an folgende Adressaten:
- Reiseveranstalter und Reisebüros
- Individualreisende
- Pressereisen
- Unterstützung der Ausrichter von  Kongressen und Tagungen

Der Haushaltstitel umfasste in den letzten Jahren einen zweistelligen Millionenbetrag.

## Repräsentanzen
Die Agentur unterhält Repräsentanzen auf allen Kontinenten außer Afrika:

### Asien
- Dubai
- Mumbai
- Peking
- Seoul
- Tokio[5]

### Europa
- Brüssel
- Frankfurt am Main
- Kiew
- Lissabon
- London
- Madrid
- München
- Moskau
- Paris
- Stockholm
- Warschau
- Wien[6]

### Nordamerika
- Chicago
- Los Angeles
- New York City
- Toronto[7]

### Ozeanien
- Sydney[8]

### Südamerika
- Buenos Aires
- São Paulo[9]